# Чыаппара
Чыаппара — село в Чурапчинском улусе Республики Саха. Административный центр и единственный населённый пункт Алагарского наслега.

## Население
| 2002 | 2010 | 2012 | 2013 | 2014 | 2015 | 2016 |
| ---- | ---- | ---- | ---- | ---- | ---- | ---- |
| 770  | ↘728 | ↘724 | ↘716 | ↘698 | ↗707 | ↘682 |
| 2017 | 2018 | 2019 | 2020 | 2021 |      |      |
| ↘653 | ↘648 | ↘632 | ↗633 | ↘622 |      |      |

## Экономика
Село Чыаппара в 2003 году занял 1 место в Чурапчинском улусе из 17 населенных пунктов по итогам года, на соревновании социально - экономическом развитии села. С 2005 года по 2009 год занимает 2 место среди населенных пунктов Чурапчинского улуса. По проведенному Всероссийскому переписи населения в с. Чыаппара проживает 727 человек не считая студентов. Естественный прирост на 01.11.2010 года составило 9 человек. Родилось 15, умерло 6.

## История
Основано в 1762 году.

## Достопримечательности
- Памятник воинам-землякам, погибшим в годы Великой Отечественной войны, участникам войны и труженикам тыла.